# Seladerma politum
Seladerma politum är en stekelart som beskrevs av Huang 1991. Seladerma politum ingår i släktet Seladerma och familjen puppglanssteklar. Inga underarter finns listade i Catalogue of Life.